# Casali del Manco
Casali del Manco is een Italiaanse gemeente met eind 2023 9.431 inwoners in de provincie Cosenza, onderdeel van de regio Calabrië.
De gemeente werd op 5 mei 2017 als een fusiegemeente opgericht bij regionale wet nr. 11 van 2017, na de organisatie van een referendum op 26 maart 2017 in de betrokken gemeentes Casole Bruzio, Pedace, Serra Pedace, Spezzano Piccolo en Trenta. Hoewel in Spezzano Piccolo in tegenstelling tot in de andere betrokken gemeentes de volksraadpleging met 481 tegen 471 stemmen tegen de fusie uitdraaide, werd ook deze gemeente in de fusiegemeente opgenomen. De fusiegemeente Casali del Manco is qua oppervlakte de op zes na grootste gemeente van Calabrië. Op het grondgebied van Casali del Manco ligt de Botte Donato, een bergtop met een hoogte van 1.928 m boven zeeniveau, de hoogste top van het Sila-gebergte. Het gemeentelijk grondgebied heeft een minimale hoogte van 245 meter boven de zeespiegel in de plaats Morelli, en een maximum van 1.928 meter op de Botte Donato.
De aangrenzende gemeenten zijn Aprigliano, Celico, Cosenza, Longobucco, Pietrafitta, Rovito, San Giovanni in Fiore en Spezzano della Sila.
Acquaformosa · Acquappesa · Acri · Aiello Calabro · Aieta · Albidona · Alessandria del Carretto · Altilia · Altomonte · Amantea · Amendolara · Aprigliano · Belmonte Calabro · Belsito · Belvedere Marittimo · Bianchi · Bisignano · Bocchigliero · Bonifati · Buonvicino · Calopezzati · Caloveto · Campana · Canna · Cariati · Carolei · Carpanzano · Casali del Manco · Cassano all'Ionio · Castiglione Cosentino · Castrolibero · Castroregio · Castrovillari · Celico · Cellara · Cerchiara di Calabria · Cerisano · Cervicati · Cerzeto · Cetraro · Civita · Cleto · Colosimi · Corigliano-Rossano · Cosenza · Cropalati · Crosia · Diamante · Dipignano · Domanico · Fagnano Castello · Falconara Albanese · Figline Vegliaturo · Firmo · Fiumefreddo Bruzio · Francavilla Marittima · Frascineto · Fuscaldo · Grimaldi · Grisolia · Guardia Piemontese · Lago · Laino Borgo · Laino Castello · Lappano · Lattarico · Longobardi · Longobucco · Lungro · Luzzi · Maierà · Malito · Malvito · Mandatoriccio · Mangone · Marano Marchesato · Marano Principato · Marzi · Mendicino · Mongrassano · Montalto Uffugo · Montegiordano · Morano Calabro · Mormanno · Mottafollone · Nocara · Oriolo · Orsomarso · Paludi · Panettieri · Paola · Papasidero · Parenti · Paterno Calabro · Pedivigliano · Piane Crati · Pietrafitta · Pietrapaola · Plataci · Praia a Mare · Rende · Rocca Imperiale · Roggiano Gravina · Rogliano · Rose · Roseto Capo Spulico · Rota Greca · Rovito · San Basile · San Benedetto Ullano · San Cosmo Albanese · San Demetrio Corone · San Donato di Ninea · San Fili · San Giorgio Albanese · San Giovanni in Fiore · San Lorenzo Bellizzi · San Lorenzo del Vallo · San Lucido · San Marco Argentano · San Martino di Finita · San Nicola Arcella · San Pietro in Amantea · San Pietro in Guarano · San Sosti · San Vincenzo La Costa · Sangineto · Sant'Agata di Esaro · Santa Caterina Albanese · Santa Domenica Talao · Santa Maria del Cedro · Santa Sofia d'Epiro · Santo Stefano di Rogliano · Saracena · Scala Coeli · Scalea · Scigliano · Serra d'Aiello · Spezzano Albanese · Spezzano della Sila · Tarsia · Terranova da Sibari · Terravecchia · Torano Castello · Tortora · Trebisacce · Vaccarizzo Albanese · Verbicaro · Villapiana · Zumpano